# MAD AIR
MAD AIR（マッドエアー）は、男性3人組の日本のエレクトロミュージックトリオである。

## メンバー
DAI : 北嶋大介（きたじま だいすけ、1986年1月8日-）
作曲、編曲家、音楽プロデューサー
GEN : 北嶋元一（きたじま げんいち、1986年1月8日-）
トラックメイカー、音楽プロデューサー
KO-HEI : 山下康平（やました こうへい、1986年8月22日-）
作詞、クリエイティブ・ディレクター

## 来歴
結成
元々はMONTBLANCというエレクトロユニットで活動していたDAIとGENへ古くから親交のあったCREATIVE DIRECTORのKO-HEIが声をかけ、2018年11月エレクトロミュージックトリオ MAD AIRを結成。
2019年2月20日配信シングル『Never Come Back Again』を配信。